# Stade Pacy-Ménilles
Das Stade Pacy-Ménilles ist ein Fußballstadion mit Leichtathletikanlage in Ménilles neben Pacy-sur-Eure; Département Eure in der französischen Region Normandie. Es war bis zur Auflösung 2012 die Heimstätte des Fußballclubs VEF Pacy. Heute nutzt der Nachfolgerverein Pacy Ménilles Racing Club (PMRC) das 2.000 Zuschauer, davon 450 überdachte Sitzplätze, fassende Stadion. Um das Spielfeld verlief eine Aschenbahn; die durch eine Kunststoffbahn ersetzt wurde. 2008 stellte man einen 3 Meter hohen Zaun um den Platz auf. 